# 小だまたけし
小だま たけし（こだま たけし、1966年1月13日 - ）は、日本の漫画家。広島県広島市出身。別名義はまだ子、及び紗汐 冴（さしを さへ）。

## 経歴
1984年、高校卒業後上京し、主に小学館系の複数の漫画家のアシスタントを務める傍ら投稿を続け、幾度かの新人賞を獲得するも独立に至らなかった。そのような中での1998年、『電撃ゲーム3大賞』（メディアワークス）に投稿の「平成イリュージョン」が第5回コミック部門大賞を獲得したのを機に、ようやく『月刊電撃コミックガオ!』（同）にてデビューに成功する。のち、『平成イリュージョン』は『月刊電撃コミックガオ!』本誌にシリーズ掲載され、2000年に単行本化された。
2003年には『COMIC SEED!』（ぺんぎん書房）で『ちえのわ』を連載し、翌年単行本は刊行されたものの、同社の倒産がらみの混乱から程なく絶版となった。2005年には『ヤングキングアワーズ』（少年画報社）にて『平成イリュージョン』を再構成した『平成COMPLEX』を連載開始するが、単行本1巻の分量段階で打ち切りとなっている。また2005年からは漫画版『その時歴史が動いた』の描き下ろし執筆陣に加わり、概ね半年に1冊ずつのペースで新刊に関わっている。
独立直前までのアシスタント先はとり・みきの『石神伝説』となっている。
また、2001年頃から成年誌『COMIC零式』（シュベール出版）に「まだ子」のペンネームで不定期掲載されるようになり、後に単行本『てんねん♥』に。後継誌『COMICうさまん』（リイド社）から単行本『まねきん♥』を刊行した。暫くのブランクの後、2007年から『comicキャンドール』（実業之日本社）にシリーズ『先輩熱』を不定期掲載の後、2009年に単行本として刊行された。基本的に大人向け路線は「まだ子」名義の受け持ちである。
2009年6月以降、「紗汐 冴」（さしを さへ）名での活動を始めた模様。

## 作品リスト

### 小だまたけし名義
単行本
- 平成イリュージョン（メディアワークス、電撃コミックガオ!、2000年）
1998年 電撃ゲーム3大賞 第5回コミック部門大賞（絶版）
- ちえのわ（ぺんぎん書房、webマガジンCOMIC SEED!、2004年）
- 平成イリュージョン（宙出版、復刻版、2004年）
- 平成COMPLEX（少年画報社、2006年）
『平成イリュージョン』のリメイク作品。
- その時歴史が動いた（集英社、2005年 - ）
  - “明治文化編”与謝野晶子
  - “冒険・挑戦編”二宮忠八
  - “危機突破編”二宮金次郎
  - “太平洋戦争編”戦艦大和
  - “古代黎明編”東大寺大仏
  - “生命の守護者編”石井筆子
  - “もしも・決断の瞬間編”蒙古襲来

掲載
カバーイラスト、挿し絵
- スカーレット・ストーム』シリーズ（銀河出版、2004年-2006年中岡潤一郎著）
  - スカーレット・ストーム第二海軍物語』
  - スカーレット・ストーム南洋の大海戦』
  - ファイナルスカーレット・ストーム散る桜、咲く桜』

### 紗汐冴名義
- 戦艦大和3000人の仕事（アスペクト、2010年 - 、青山智樹との共著）
- 見てわかる!世界の魔術・魔法大全（笠倉出版社、2012年）イラスト
- 漫画でわかる連合艦隊の使い方（笠倉出版社、2014年、横須賀歴史研究室）漫画パート
- 図でわかる！妹に教えたい世界のお作法（笠倉出版社、2016年）イラスト
- 図でわかる！レミィに教えたい美しい日本（笠倉出版社、2016年）イラスト

### まだ子名義
成年指定
- てんねん♥（シュベール出版、2002年）
- まねきん♥（リイド社、2003年）
- 先輩熱（実業之日本社、2009年）